# Fiamma tricolore
La fiamma tricolore è un simbolo politico utilizzato da partiti politici di estrema destra e di destra radicale.
Dapprima simbolo del Movimento Sociale Italiano, venne poi utilizzato da Alleanza Nazionale. Attualmente tra i partiti che utilizzano la fiamma tricolore ci sono Fratelli d'Italia e il Movimento Sociale Fiamma Tricolore.
Origine e significato di tale simbolo sono incerti; secondo una ricostruzione rappresenterebbe la fiamma del distintivo del reggimento degli Arditi, corpo speciale del Regio Esercito italiano, mentre secondo un'altra versione rappresenterebbe la fiaccola ardente sulla tomba di Benito Mussolini.

## Simbologia e storia
Fondato il 26 dicembre 1946 da reduci della Repubblica Sociale Italiana come Giorgio Almirante, Pino Romualdi ed ex esponenti del regime fascista, dal 1947 il Movimento Sociale Italiano ha come simbolo la fiamma tricolore, forse disegnata dallo stesso Almirante, spesso identificata in quella che arde sulla tomba di Mussolini che sarebbe riconducibile al trapezio sottostante. Alcuni osservatori descrivono anche che la sigla MSI, come appare sul trapezio, come l'acronimo del cognome Mussolini o della frase "Mussolini Sei Immortale". Cesco Giulio Baghino, uno dei fondatori del MSI, affermò che tale riferimento apologetico, diffusosi in seguito alla diffusione del simbolo, non era nelle intenzioni iniziali degli ideatori dello stesso, poiché il trapezio sottostante sarebbe stato introdotto allo scopo di trovare uno spazio grafico alla scritta, evidenziando come l'idea originale fosse unicamente legata alla fiamma.
Il primo movimento che usò il simbolo nella versione fiaccola fu la Giovane Italia, movimento giovanile dell'MSI, a metà degli anni 1950.
Nel 1972, quando la Giovane Italia si unì al Raggruppamento giovanile studenti e lavoratori, nacque il Fronte della Gioventù, che continuò ad utilizzare la fiaccola tricolore come proprio emblema. 
Nel 1995 il MSI si sciolse per dar vita ad Alleanza Nazionale: in questo caso il Fronte della Gioventù che, un anno dopo rispetto al partito, cambiò denominazione in Azione Giovani, mantenne la fiaccola tricolore come simbolo del proprio movimento. Nello stesso anno viene fondato il Movimento Sociale Fiamma Tricolore il cui simbolo è una versione stilizzata della fiamma tricolore del MSI. Forza Nuova (dal 2004 al 2006), Conservatori social riformatori, Alternativa Sociale e Fronte Nazionale avevano loghi ispirati a MSI che non avevano una fiamma ma avevano forme simili (FN come lettere o una punta di lancia) negli stessi colori. Altri partiti con loghi correlati includono il Movimento Nazionale per la Sovranità, il Movimento Idea Sociale, Destre Unite, Nuovo MSI, Destra Sociale e Unitalia.
Dopo la scissione nel 2007 da Alleanza Nazionale e dal movimento politico giovanile Azione Giovani, verrà usata in veste rielaborata da La Destra.
La fiamma tricolore è stata inserita anche nel simbolo ufficiale dei Fratelli d'Italia, fondato nel 2012 dalla scissione dell'ala del Il Popolo della Libertà contraria alla linea di sostegno al governo Monti e guidato dal 2014 da Giorgia Meloni.
Nel 2014 Gioventù Nazionale, movimento giovanile di Fratelli d'Italia, ha adottato un simbolo simile ma con la bandiera tricolore al posto della fiaccola.

### Controversie e dibattito sui legami con il fascismo
A partire dal secondo dopoguerra, l'inserimento della fiamma tricolore in simboli di partito ha fatto emergere il dibattito sui legami che tali partiti hanno con il fascismo.
Nel 2017, Fratelli d'Italia presenta il proprio simbolo rinnovato, da cui sono stati rimossi i riferimenti ad Alleanza Nazionale e all'MSI, per cui resta solamente e in maggiore evidenza il simbolo della fiamma tricolore.
Durante le elezioni europee del 2019 alcuni importanti esponenti del partito, come Guido Crosetto, hanno ipotizzato la possibilità, in futuro, di togliere la fiamma tricolore dal simbolo ufficiale, ma sono stati in molti a difenderne la permanenza.
Nel 2022, in occasione della campagna elettorale per le elezioni politiche, Giorgia Meloni ha motivato la permanenza della fiamma tricolore nel simbolo di FdI in un video destinato alla stampa internazionale, precisando che "la destra italiana ha consegnato il fascismo alla storia ormai da decenni, condannando senza ambiguità la privazione della democrazia e le infami leggi anti-ebraiche". Esprimendo la sua opinione al riguardo, Liliana Segre ha replicato che queste parole rimarrebbero prive di consistenza reale se non accompagnate da fatti e che togliere la fiamma tricolore dal logo di Fratelli d'Italia sarebbe un inizio.

### All'estero
La fiamma tricolore, con i colori della bandiera nazionale francese, è attualmente il simbolo utilizzato dal Rassemblement National, come del suo predecessore Front National, e dal suo movimento giovanile Front de la Jeunesse.
In Belgio venne adottata dal Fronte Nazionale, con i colori della bandiera belga.
In Spagna venne adottata dal Movimento Sociale Repubblicano, da España 2000 e dalla Juntas Españolas.
In Grecia venne adottata dal Unione Politica Nazionale, Forza Patriottica del Cambiamento e LEPEN. Anche l'Alleanza Patriottica di Grecia adottò una variante stilizzata simile a quella del Front National. Anche il Movimento d'Azione Nazionale che partecipa alle elezioni europee del 2024 a Cipro utilizza la Fiamma tricolore.
In Portogallo è adottata dal Partito del Rinnovamento Nazionale. Il suo partito successore, Alzati, continua a guidare una fiamma. Anche una scissione radicale, il Fronte Nazionale, utilizzò il simbolo.
Il NasjonalAlliansen ha adottato anche il Simbolo Front National con i colori della Norvegia. Successivamente, i Democratici Norvegesi ha adottato un logo con la fiamma nei colori norvegesi.
Nel 2016 i membri del Partito Romania Unita hanno fondato la Forza Nazionale, che porta lo stesso simbolo del partito di Le Pen solo con i colori rumeni.
In Argentina è adottata dal Fronte Patriottico. Nella Repubblica Ceca è stato adottato dal Partito Nazionale. In Turchia è adottata dal Partito della Vittoria.
In Germania, la Fiamma Tricolore (ma con i colori della bandiera imperiale) era utilizzata dalla Nationale Sammlung (lett. "Raccolta Nazionale") ed è punibile fin dal suo divieto.

## Simboli

### In Italia

Simbolo del Movimento Sociale Italiano (1947-1972)
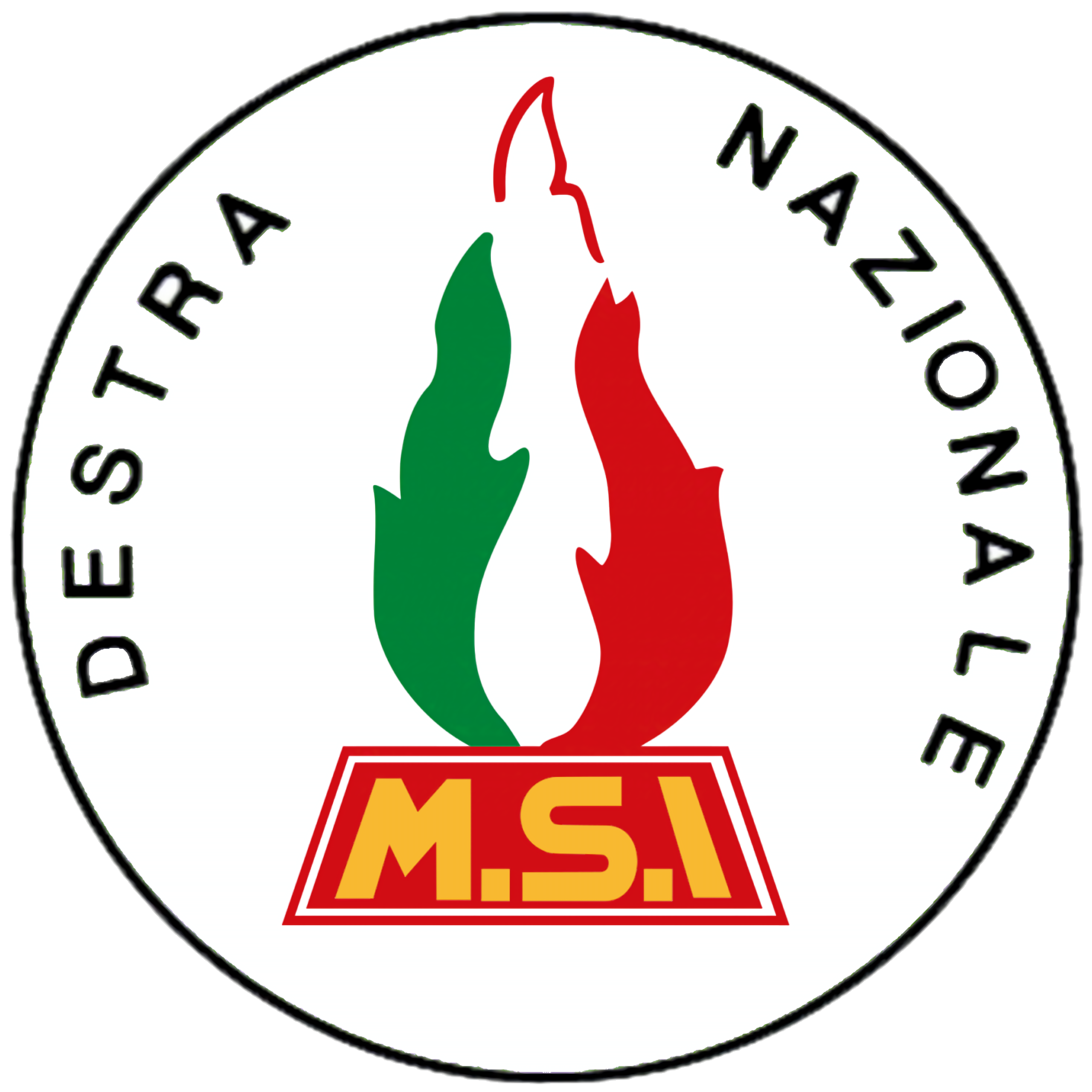
Simbolo del Movimento Sociale Italiano - Destra Nazionale (1972-1995)
Simbolo di Alleanza Nazionale (1995-2009)
Simbolo della lista elettorale europea Alleanza Nazionale-Patto Segni (1999)
Simbolo del Movimento Sociale Fiamma Tricolore (dal 2001)
Simbolo de La Destra (2007-2017)
Simbolo di Fratelli d'Italia - Alleanza Nazionale (2014-2017)
Simbolo di Fratelli d'Italia (dal 2017)
Simbolo della lista elettorale “Italia agli Italiani” (2018) che vede uniti Forza Nuova e Fiamma Tricolore
Simbolo della lista elettorale Fratelli d'Italia - Giorgia Meloni (2024)

### Francia

Simbolo del Raggruppamento Nazional Popolare (1941-1944) in cui è presente un esempio di fiamma tricolore francese
Restyling del simbolo di Front National (2012-2018)
Simbolo di Rassemblement National (dal 2018)

### Spagna

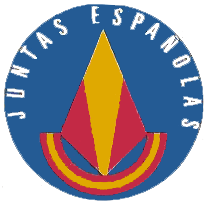
Simbolo delle Juntas Españolas (1984-1994)
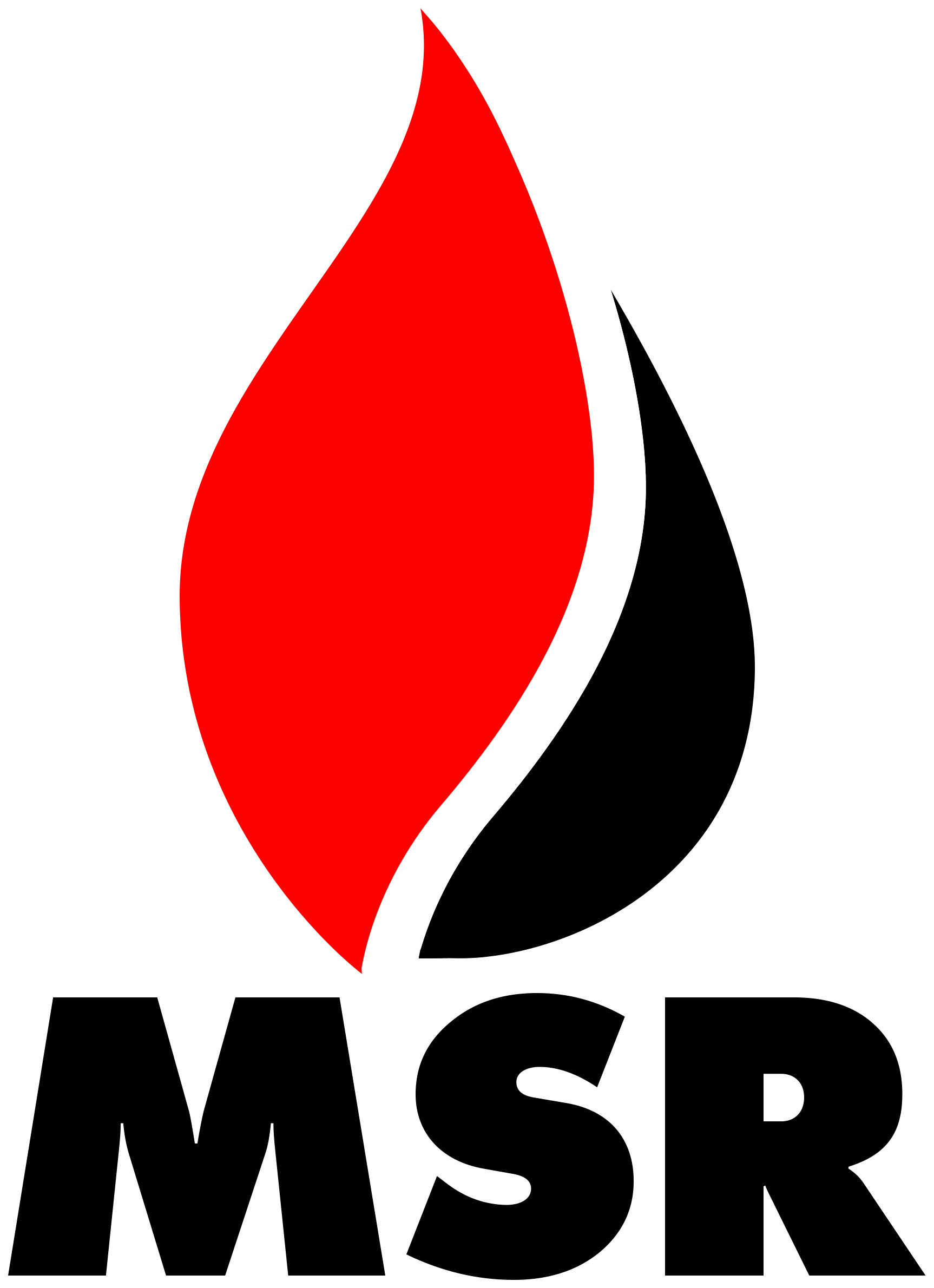
Simbolo del Movimento Sociale Repubblicano (1999-2018)
Simbolo dell'España 2000 (dal 2002)

### Grecia

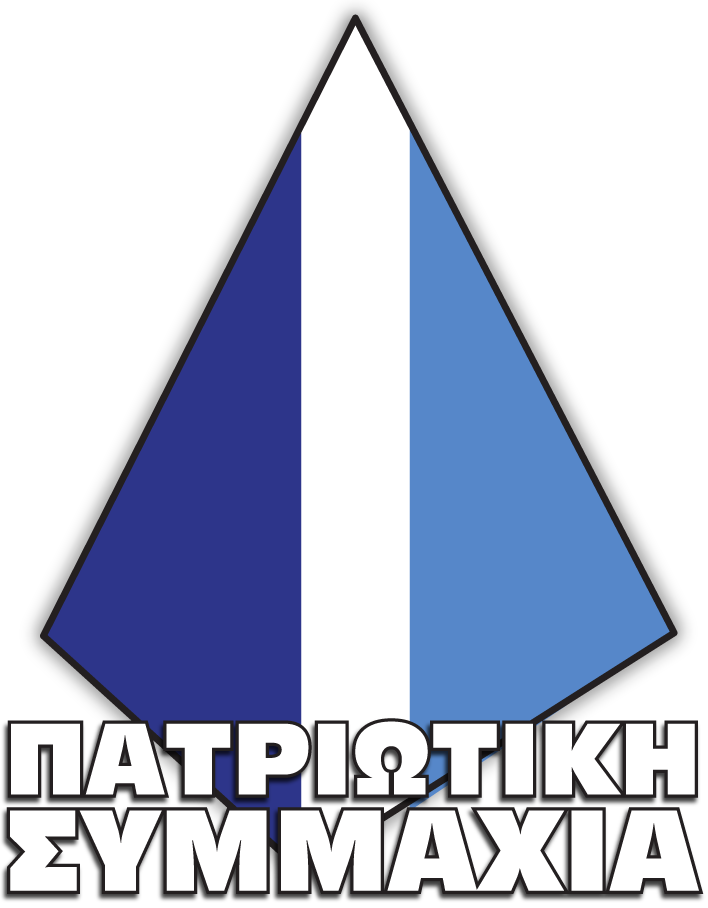
Simbolo dell'Alleanza Patriottica (2004-2007)
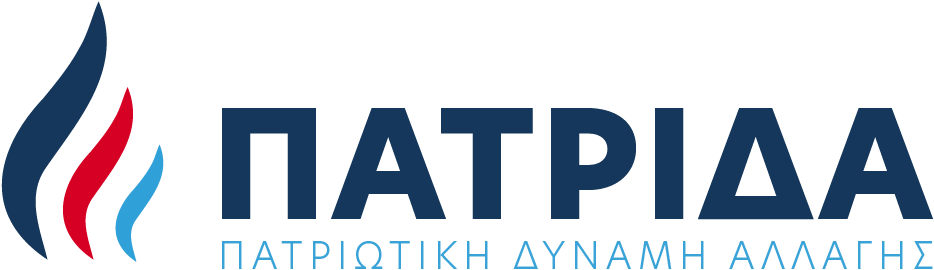
Simbolo di PATRIDA (dal 2022)

### Altri stati

Simbolo del Front National (Belgio, 1985-2012)
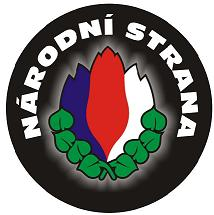
Simbolo del Národní strana (lett. "Partito Nazionale") (Repubblica Ceca, 2002-2013)
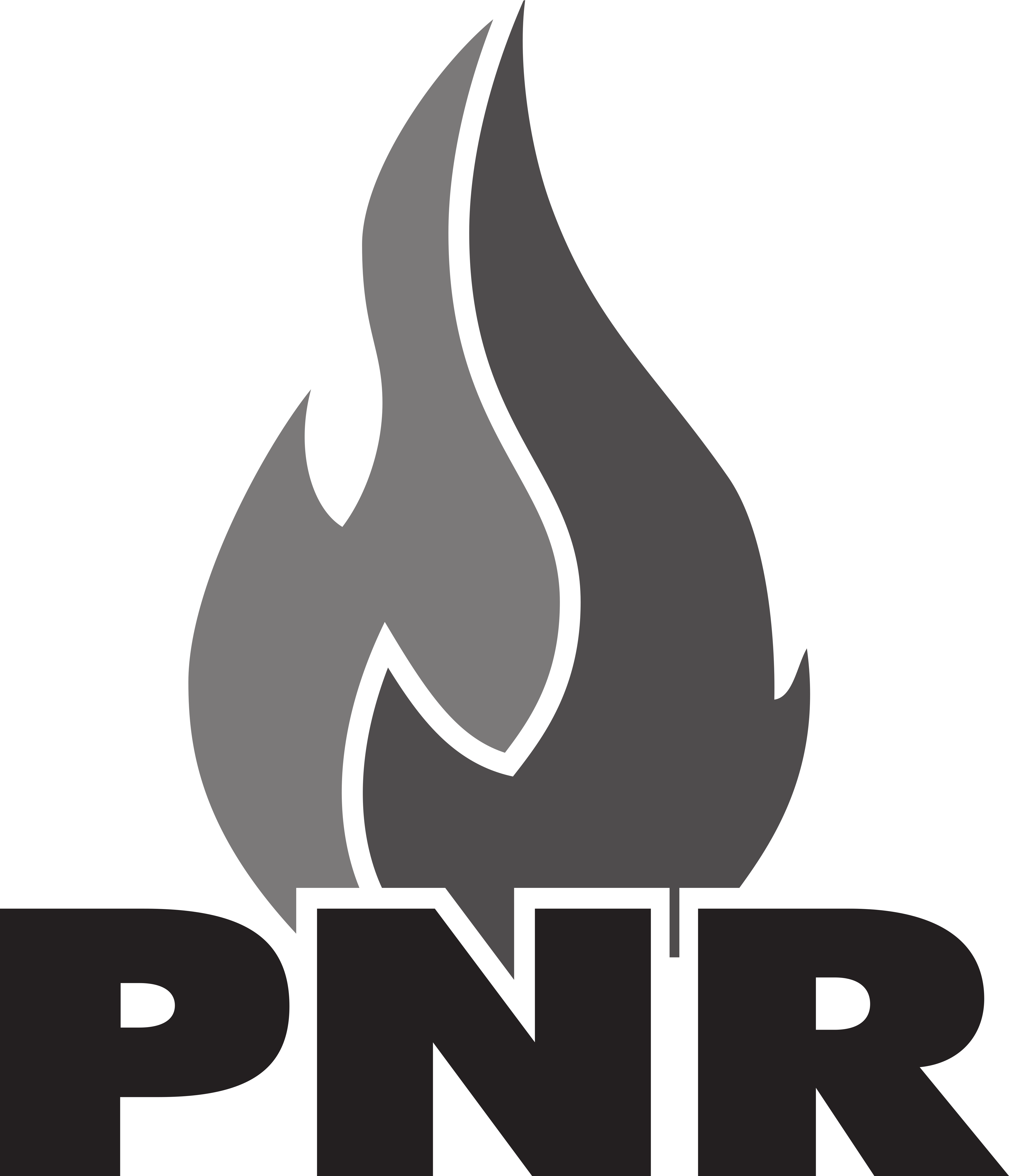
Simbolo elettorale del Partido Nacional Renovador (Portogallo, 2011-2019)
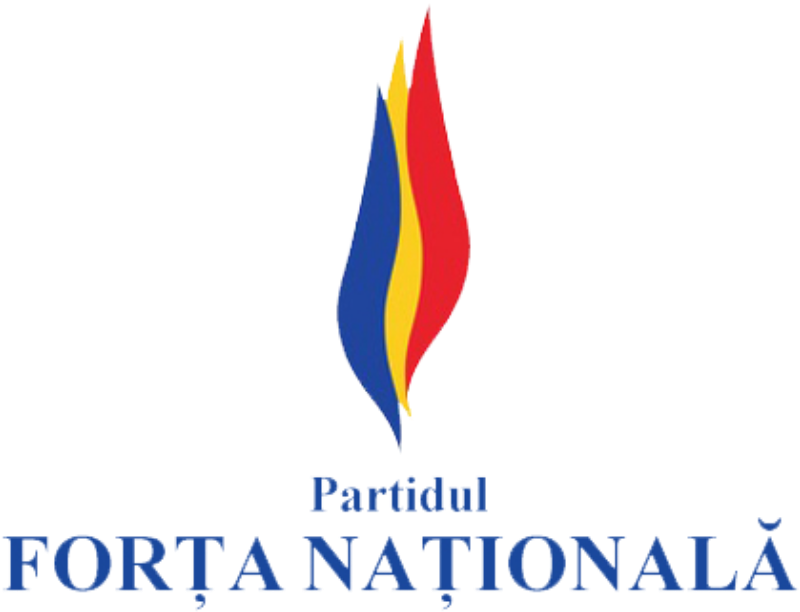
Simbolo di Forza Nazionale (Romania, dal 2016)
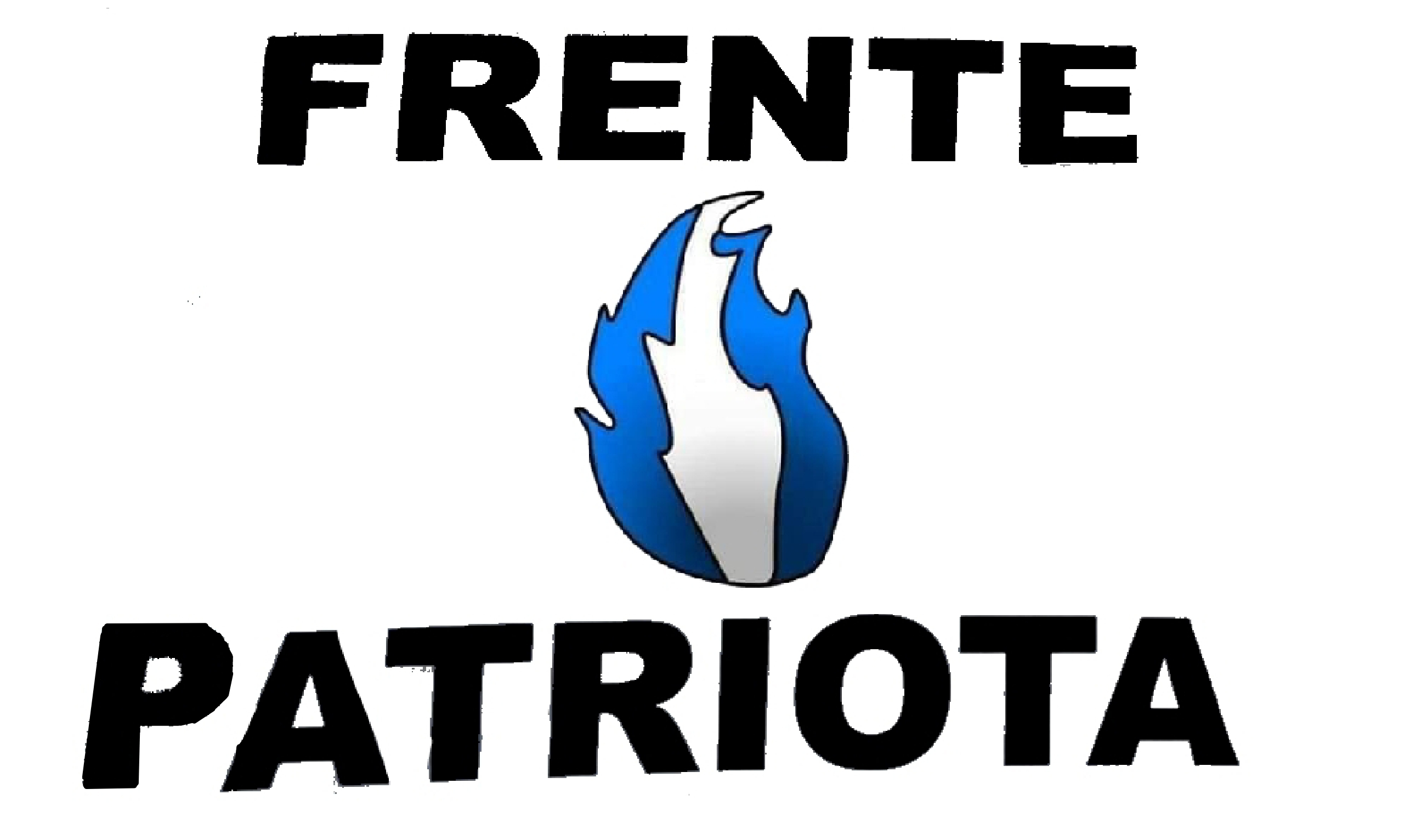
Bandiera del Frente Patriota (Argentina, dal 2017)
Simbolo di Acción Republicana (Cile, 2018-2019)
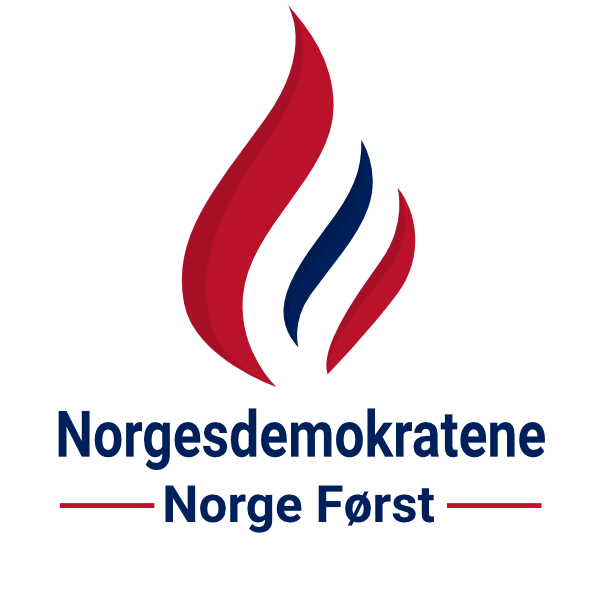
Simbolo del Norgesdemokratene (Norvegia, dal 2020)
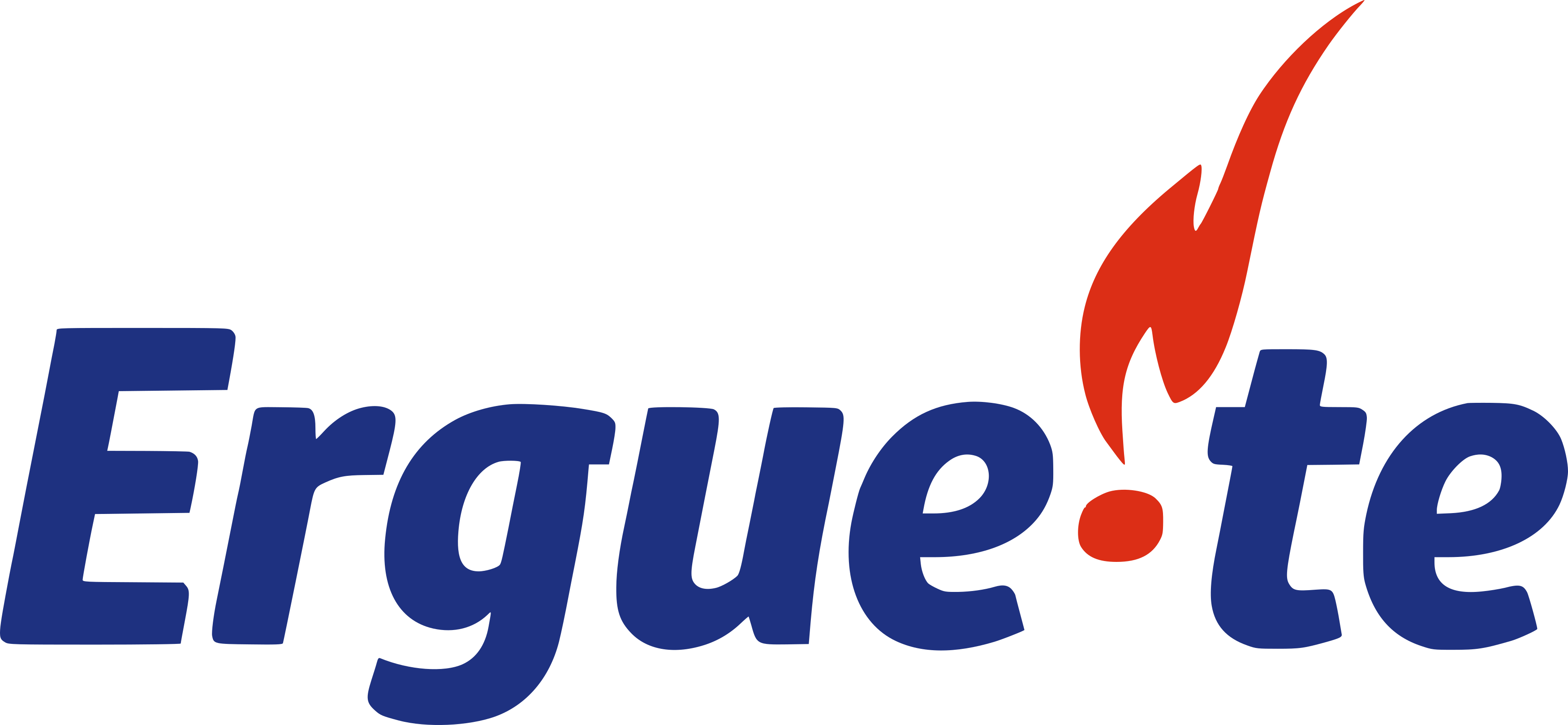
Simbolo di Ergue-te (Portogallo, dal 2020)
Simbolo del Narodowe Odrodzenie Polski (Polonia, dal 2022)
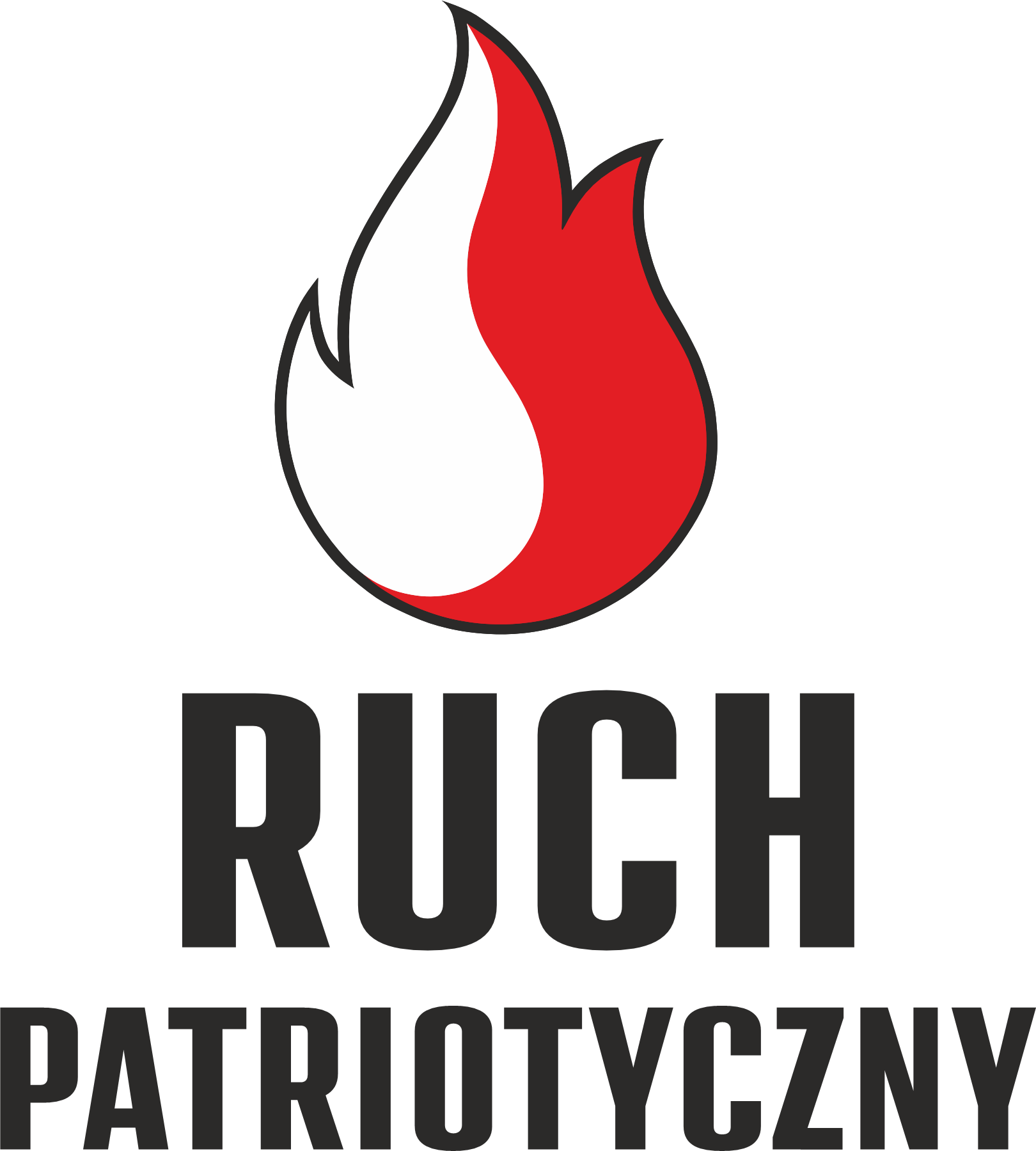
Simbolo del Ruch Patriotyczny (Polonia, dal 2023)